# Liste der Botschafter der Vereinigten Staaten in Chile

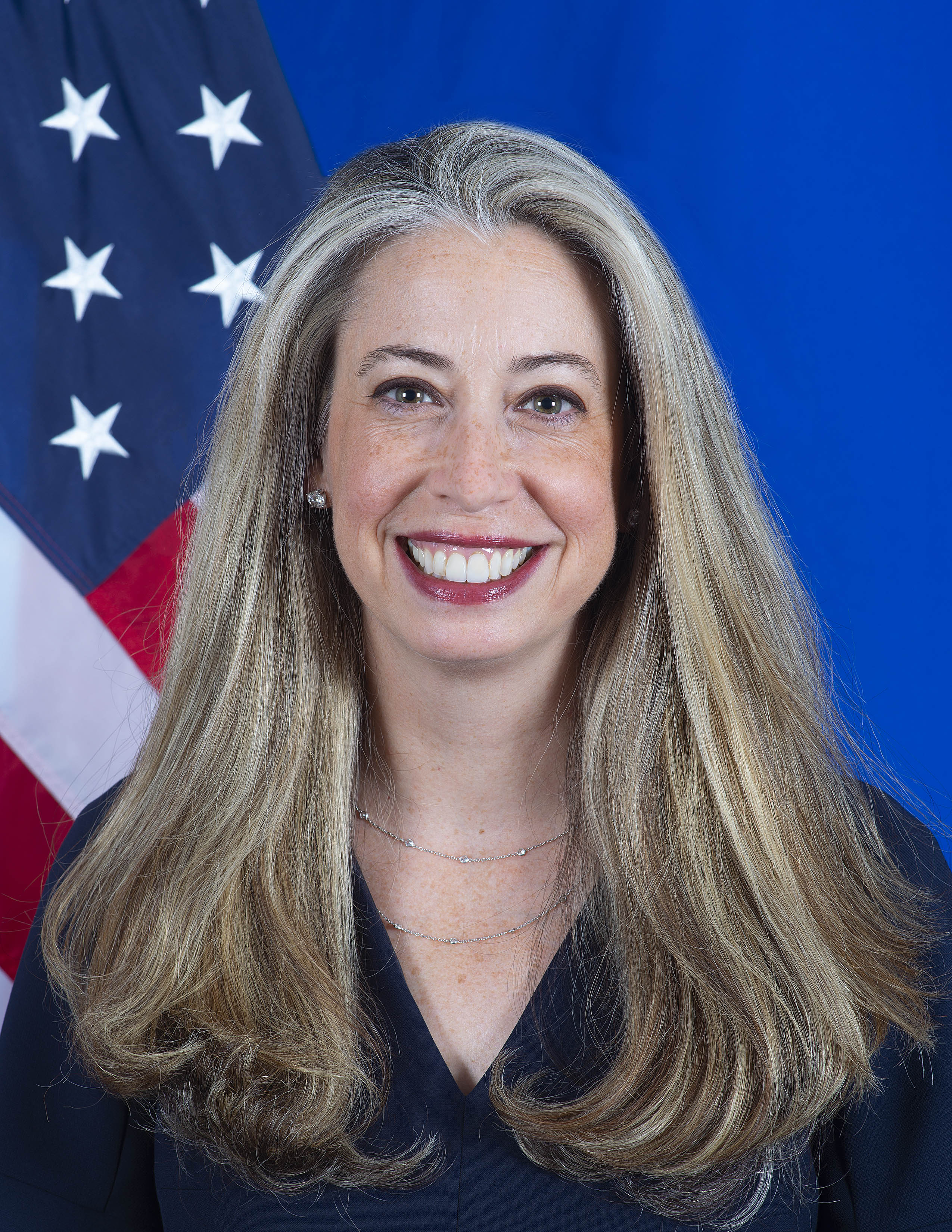
Bernadette Meehan

Der Botschafter der Vereinigten Staaten von Amerika in Chile ist der bevollmächtigte Botschafter der Vereinigten Staaten von Amerika in Chile. Die Titel des Botschafters waren:
- 1824–1827: Minister Plenipotentiary
- 1828–1849: Chargé d’Affaires
- 1850–1914: Envoy Extraordinary and Minister Plenipotentiary
- 1914–dato: Ambassador Extraordinary and Plenipotentiary

## Botschafter
| Amtszeit  | Name                      | Bemerkungen                  |
| --------- | ------------------------- | ---------------------------- |
| 1824–1827 | Heman Allen               |                              |
| 1828–1829 | Samuel Larned             |                              |
| 1831–1833 | John Hamm                 |                              |
| 1835–1842 | Richard Pollard           |                              |
| 1842–1844 | John Strother Pendleton   |                              |
| 1845–1847 | William Wood Crump        |                              |
| 1848–1849 | Seth Barton               |                              |
| 1850–1853 | Balie Peyton              |                              |
| 1854–1857 | David Austin Starkweather |                              |
| 1857–1861 | John Bigler               |                              |
| 1861–1866 | Thomas Henry Nelson       |                              |
| 1866–1870 | Judson Kilpatrick         |                              |
| 1870–1873 | Joseph Pomeroy Root       |                              |
| 1873–1876 | Cornelius Ambrose Logan   |                              |
| 1877–1881 | Thomas Andrew Osborn      |                              |
| 1881      | Judson Kilpatrick         | Starb in Chile               |
| 1882–1885 | Cornelius Ambrose Logan   |                              |
| 1885–1889 | William Randall Roberts   |                              |
| 1889–1893 | Patrick Egan              |                              |
| 1893–1894 | James Davis Porter        |                              |
| 1895–1897 | Edward Henry Strobel      |                              |
| 1897–1904 | Henry Lane Wilson         |                              |
| 1905–1909 | John Hicks                |                              |
| 1909      | Thomas Cleland Dawson     |                              |
| 1910–1916 | Henry Prather Fletcher    | Ab 1914 Botschafter          |
| 1916–1921 | Joseph Hooker Shea        |                              |
| 1921–1928 | William Miller Collier    |                              |
| 1928–1933 | William Smith Culbertson  |                              |
| 1933–1935 | Henry Hulme Sevier        |                              |
| 1935–1937 | Hoffman Philip            |                              |
| 1938–1939 | Norman Armour             |                              |
| 1939–1953 | Claude Gernade Bowers     |                              |
| 1953–1956 | Willard Leon Beaulac      |                              |
| 1956–1958 | Cecil Burton Lyon         |                              |
| 1958–1961 | Walter Howe               |                              |
| 1961      | Robert Forbes Woodward    |                              |
| 1961–1964 | Charles Woolsey Cole      |                              |
| 1964–1967 | Ralph Anthony Dungan      |                              |
| 1967–1971 | Edward Malcolm Korry      |                              |
| 1971–1973 | Nathaniel Davis           |                              |
| 1974–1977 | David Henry Popper        |                              |
| 1977–1982 | George Walter Landau      |                              |
| 1982–1985 | James Daniel Theberge     |                              |
| 1985–1988 | Harry George Barnes Jr.   |                              |
| 1988–1991 | Charles A. Gillespie Jr.  |                              |
| 1992–1994 | Curtis W. Kamman          |                              |
| 1994–1998 | Gabriel Guerra-Mondragon  |                              |
| 1998–2001 | John O’Leary              |                              |
| 2002–2004 | William R. Brownfield     |                              |
| 2004–2007 | Craig Allen Kelly         |                              |
| 2008–2010 | Paul E. Simons            |                              |
| 2010–2013 | Alejandro Daniel Wolff    |                              |
| 2014–2016 | Michael A. Hammer         |                              |
| 2016–2019 | Carol Z. Perez            |                              |
| 2019–2020 | J. Baxter Hunt III        | Chargé d’Affaires ad interim |
| 2020–2022 | Richard H. Glenn          | Chargé d’Affaires ad interim |
| 2022–     | Bernadette Meehan         |                              |